# Grantham
Grantham è una cittadina di 34 592 abitanti della contea del Lincolnshire, in Inghilterra.
È il luogo di nascita di Margaret Hilda Thatcher, Primo Ministro del Regno Unito di Gran Bretagna e Irlanda del Nord dal 4 maggio 1979 al 28 novembre 1990.

## Amministrazione

### Gemellaggi
- Sankt Augustin, dal 1980.